# Autoritaire Keizerrijk

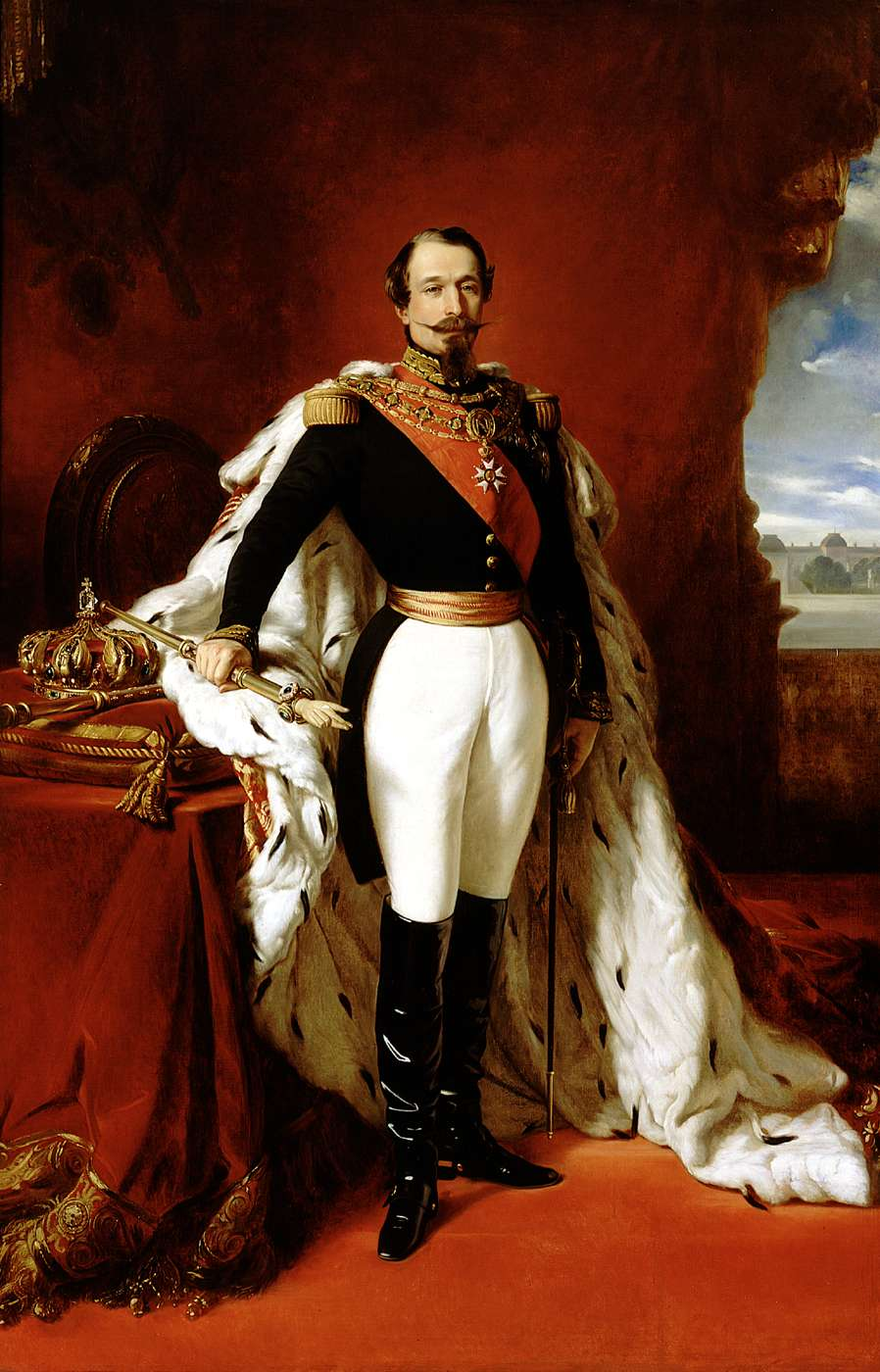
Portret van Napoleon III door Franz Xaver Winterhalter, olieverf op doek, 1855.

Het Autoritaire Keizerrijk was de eerste periode van het Tweede Franse Keizerrijk, die duurde vanaf de staatsgreep van president Lodewijk Napoleon Bonaparte eind 1851 en het uitroepen van het Tweede Franse Keizerrijk een jaar later, in december 1852. Rond 1860 werd deze periode opgevolgd door het Liberale Keizerrijk, dat zou bestaan tot 1870.

## Keizerlijke mechanismen

### Staatsgreep en ontstaan van het Autoritaire Keizerrijk
Op 2 december 1851 pleegde president Lodewijk Napoleon III een zelfcoup. Hierbij trok hij meer macht naar zich toe dan hij tot dan toe reeds in handen had als Frans president en kwam er een einde aan de Tweede Franse Republiek, die slechts enkele jaren had bestaan, sinds 1848. Exact een jaar na de staatsgreep, op 2 december 1852, riep hij het Tweede Franse Keizerrijk uit en werd hijzelf keizer Napoleon III. Politieke tegenstanders, zoals de republikeinen en de royalisten, werden onderdrukt. Victor Hugo zag zich bijvoorbeeld genoodzaakt in ballingschap te gaan in België.

### Caesariaanse democratie

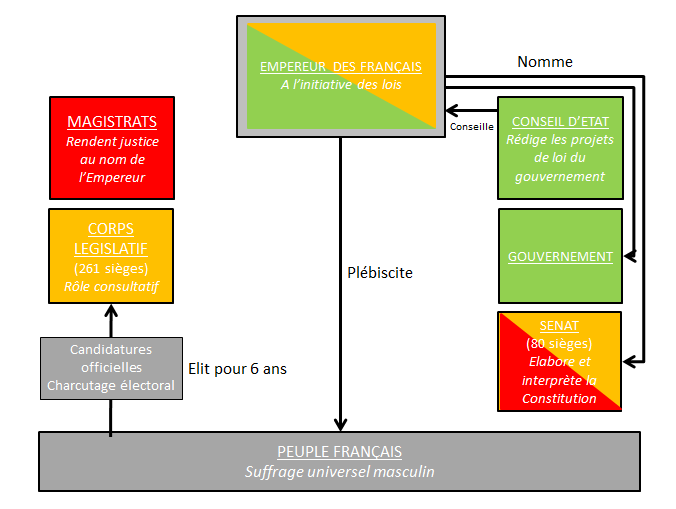
De verhouding tussen de staatsmachten in het Tweede Franse Keizerrijk sinds 1852.

Napoleon III kon zich niet vinden in de wijze waarop over Frankrijk werd geregeerd ten tijde van de Julimonarchie van koning Lodewijk Filips I van Frankrijk, een regime dat hij beschouwde als een oligarchie. Vanwege het cijnskiesrecht, zo oordeelde hij, diende dit regime enkel de belangen van de gegoede klassen. Napoleon III daarentegen wilde de revolutionaire erfenis ten tijde van het Eerste Franse Keizerrijk van zijn oom Napoleon Bonaparte herstellen onder een monarch die de natie zou kunnen belichamen.
Voor de bonapartisten konden de uitvoerende en de wetgevende macht niet tegelijkertijd de wil van het volk vertolken. Daarom legden zij veel macht in handen van de keizer, en hechtten zij bijkomend belang aan plebiscieten, die zouden dienen als directe uitdrukking van de wil van de bevolking. De parlementaire instellingen, met name het Wetgevend Lichaam en de Senaat, zouden dan ook weinig invloed krijgen en speelden een zeer ondergeschikte rol. Volksvertegenwoordigers in het Wetgevend Lichaam hadden geen initiatiefrecht en konden enkel wetsontwerpen van de keizer goedkeuren, terwijl de senatoren door de keizer werden benoemd en zich door zogenaamde senatus consulta dienden uit te spreken. Van de volksvertegenwoordigers werd niet verwacht dat ze er afwijkende meningen op nahielden, maar dat ze de eenheid van de natie zouden uitstralen.
Hierdoor was het Autoritaire Keizerrijk een zogenaamde caesariaanse democratie, waarbij de politieke legitimiteit exclusief uitging van het volk, maar het aan de keizer was om deze wil te interpreteren. De bevolking hing hierdoor af van de goede wil van de keizer.
Vanaf 1858 dienden alle leden van het Wetgevend Lichaam een eed van trouw aan de grondwet van die tijd te zweren.

### Onderdrukking

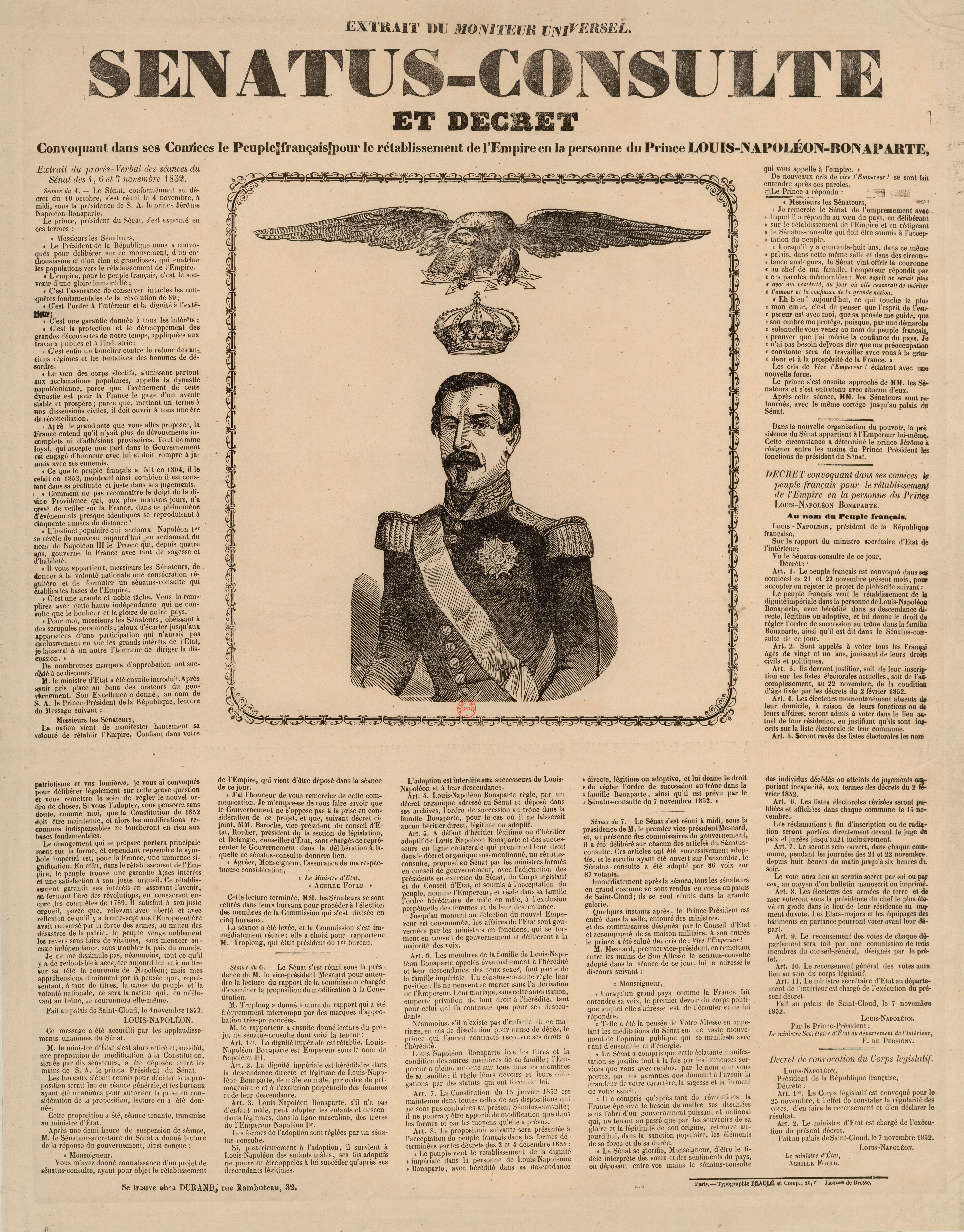
Senatus consultum en decreet tot oprichting van het Tweede Franse Keizerrijk uit 1852, wat het begin inluidde van het Autoritaire Keizerrijk.

In feite deed het bonapartistische regime op meerdere vlakken afbreuk aan haar opvattingen over de verhoudingen tussen de staatsmachten. Door creatieve indeling van de kiesdistricten werden politieke tegenstanders zoals de republikeinen en de royalisten zwaar benadeeld. Het electorale gewicht van de bevolking in de steden, waar de oppositie sterk stond, ging verloren door het electorale gewicht van de plattelandsbevolking. Heden ten dage wordt bovendien aangenomen dat er bij verschillende plebiscieten fraude werd gepleegd, waarbij de bonapartisten overwinningen behaalden van meer dan 90%.
Anderzijds greep het Autoritaire Keizerrijk sterk terug naar censuur. De vrijheid van meningsuiting werd ingeperkt. De pers werd onderworpen aan een waarborgsysteem en diende ook een borgsom te betalen. Deze borg werd afgenomen als men zich verzette tegen de keizer. Op eenvoudig bevel van de overheid kon die journalisten verbieden artikelen te publiceren. Ten tijde van het Autoritaire Keizerrijk voltrok zich het proces van Charles Baudelaire, die in 1857 werd veroordeeld vanwege de publicatie van zijn werk Les Fleurs du mal wegens de schending van de goede zeden.
De mislukte aanslag op Napoleon III door Felice Orsini in 1858 leidde tot een verharding van het regime. De lessen filosofie en geschiedenis aan de lycea werden afgeschaft. De wet op de algemene veiligheid, die ontstond na de mislukte aanslag, liet de regering toe om personen op te sluiten zonder vorm van proces indien zij een bedreiging zouden vormen voor de staat of de keizer.

### Aanhangers van het Autoritaire Keizerrijk

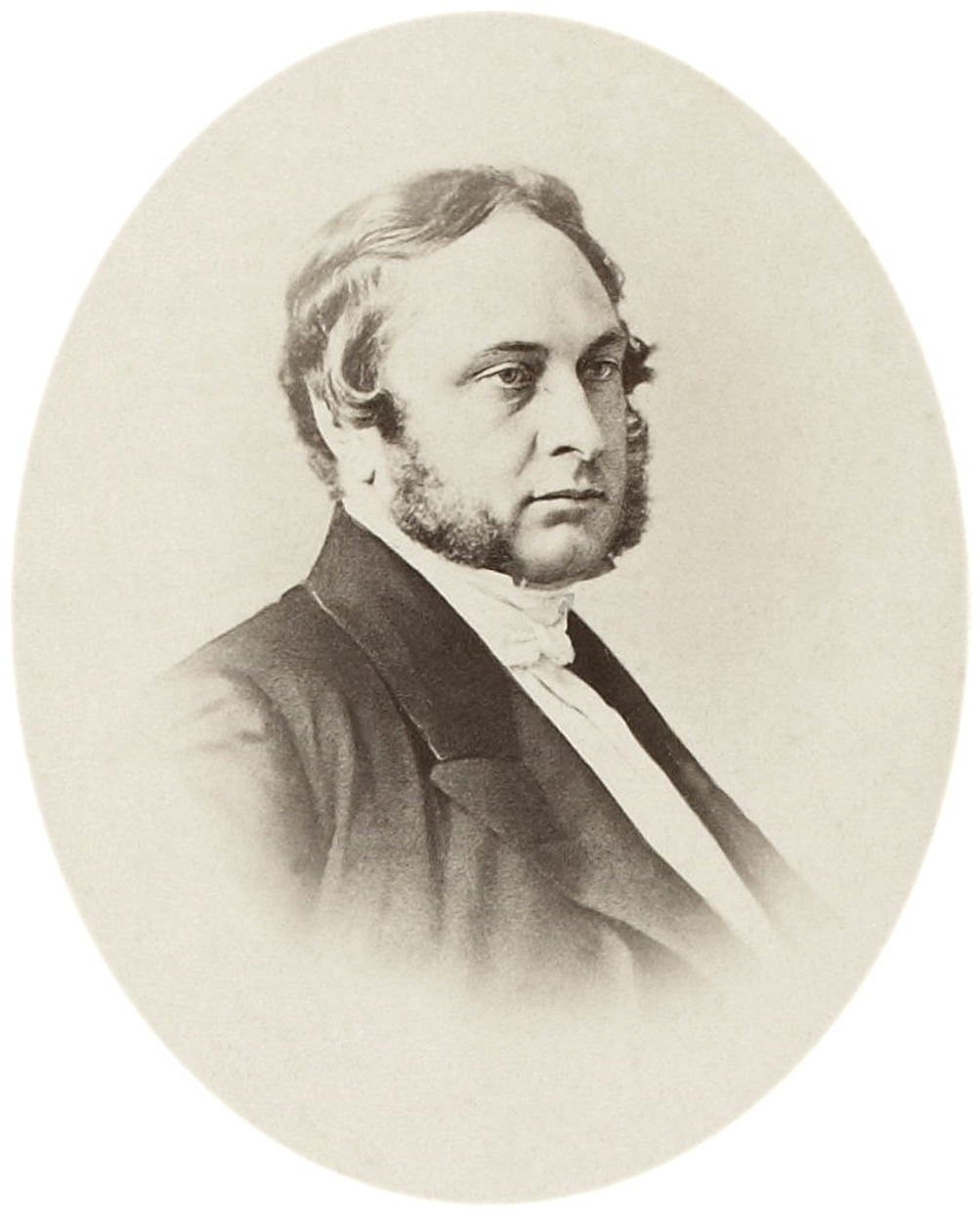
Eugène Rouher, een voorstander van het Autoritaire Keizerrijk.

Napoleon III kreeg uit diverse hoeken steun voor het Autoritaire Keizerrijk. Onder hen waren de gegoede burgerij, de saint-simonisten en de geestelijken. Het voortbestaan van het Autoritaire Keizerrijk hing echter af van de uitstraling die met de naam Bonaparte gepaard ging, eerder dan van een coherente ideologie onder de aanhangers van het regime. Overtuigde bonapartisten zijn er niet echt. Zijn aanhang bestond eerder uit belangengroepen die voordeel haalden uit het regime.
Onder het autoritaire rijk namen bijvoorbeeld de subsidies voor de eredienst toe, werden nieuwe kerken gebouwd en zaten kardinalen in de Senaat als senatoren van rechtswege. Vrouwelijke congregaties werden toegestaan. Dit alles maakte dat de geestelijkheid een bondgenoot werd van Napoleon III.
In de entourage van Napoleon III waren Eugène Rouher, Achille Fould, Pierre Jules Baroche, Victor de Persigny en keizerin Eugénie de Montijo voorstanders van het Autoritaire Keizerrijk en zij zouden hun voorkeur voor deze staatsvorm ook doen blijken bij de geleidelijke overgang naar het Liberale Keizerrijk vanaf 1860. Ze drukken hun gehechtheid uit aan het autoritaire rijk ten tijde van de overgang naar het liberale rijk. Met uitzondering van keizerin Eugénie werden alle kopstukken van de Autoritaire Keizerrijk geboren tussen 1800 en 1814, zijnde de periode waarin Napoleon Bonaparte aan de macht was in het Eerste Franse Keizerrijk. Ze kwamen bovendien uit de hogere en technocratische klassen en waren vaak bankiers, advocaten of militairen. Napoleon III beloonde hun trouw en hun bekwaamheid door hen per keizerlijk decreet adellijke titels te verlenen.

## Evolutie naar het Liberale Keizerrijk
In 1859 kwam Frankrijk tussenbeide in de Tweede Italiaanse Onafhankelijkheidsoorlog en de Risorgimento, de eenmaking van Italië. Daar dit gepaard ging met de ondergang van de Pauselijke Staten, keerden de ultramontane katholieken zich tegen keizer Napoleon III, waardoor die gingen aanleunen bij de oppositie. Met de Franse interventie in Syrië in 1860, die nochtans de bescherming van de lokale christelijke minderheden tot doel had, kon de keizer hun steun niet terugwinnen. Tezelfdertijd mobiliseerde journalist Louis Veuillot de katholieke oppositie door publicaties in het blad L'Univers.
In januari 1860 sloten Frankrijk en Groot-Brittannië het Cobden-Chevalierverdrag, een nieuw vrijhandelsakkoord. De vrijhandel tussen beide landen zette de Franse industrie echter stevig onder druk vanwege de verhoogde buitenlandse concurrentie. Hierdoor keerden ook de protectionisten zich tegen de keizer.
Om zijn populariteit te handhaven bond keizer Napoleon III een eerste keer in op 16 augustus 1859, toen hij algemene amnestie verleende aan opposanten van het regime. Voor de banneling Victor Hugo ging dit echter niet ver genoeg. Hij schreef hierover: "Fidèle à l'engagement que j'ai pris vis à vis de ma conscience, je partagerai jusqu'au bout l'exil de la liberté. Quand la liberté rentrera, je rentrerai." Hugo zou in ballingschap blijven tot de val van het Keizerrijk in 1870.
In 1860 stond hij toe dat de pers verslagen mocht opstellen van de parlementaire vergaderingen in het Wetgevend Lichaam en de Senaat, wat een nieuwe stap was in de richting van het Liberale Keizerrijk.